# Paul Besson
Paul Besson (Vichy, 22 giugno 1945) è un ex cestista e allenatore di pallacanestro francese.
È il nonno di Hugo Besson.

## Carriera
Ha guidato la Francia ai Campionati mondiali del 1994 e a tre edizioni dei Campionati europei (1989, 1993, 1995).